# Арън Браун
Арън Браун (на английски: Aaron Brown) e канадски спринтьор. Като част от канадския отбор в шафетата 4×100 m той е златен медалист от олимпиадата в Париж (2024 г.), сребърен медалист от олимпиадата в Токио (2021 г.) и бронзов медалист от олимпиадата в Рио де Жанейро (2016 г.). Браун е и световен шампион в шафетата 4×100 m от 2022 г. 

## Биография
Браун е роден на 27 май 1992 г. в Торонто, Канада.